# Rudolf Rossmeisl
Rudolf Rossmeisl (* 5. August 1923 in  Rothau, Tschechoslowakei; † 16. März 1986) war ein deutscher Diplomat und Botschafter der Deutschen Demokratischen Republik in Polen und Ungarn.

## Leben
Rudolf Rossmeisl lebte bis 1945 in der Tschechoslowakei, wo er einen Volksschulabschluss und eine Schlosserlehre machte. 1937 wurde er Mitglied des Kommunistischen Jugendverbands der Tschechoslowakei und organisierte sich gewerkschaftlich. 1945 wurde es ihm freigestellt, auf dem Gebiet des ehemaligen Protektorats Böhmen und Mähren zu bleiben, er siedelte aber 1946 in die Sowjetische Besatzungszone über.
1946 wurde er von der SED als Parteimitglied übernommen, wo er bis 1950 als Funktionär arbeitete. Im Mai 1950 trat er in das Ministerium für Auswärtige Angelegenheiten der DDR (MfAA) ein. Bis 1956 war er an der Botschaft in Polen akkreditiert, leitete im (MfAA) die Abteilung Asiatische Volksdemokratien und war schließlich Botschaftsrat in der Volksrepublik China. Von 1956 bis 1960 war er Botschaftsrat in Moskau. Von 1956 bis 1959 war er Leiter der Presseabteilung des MfAA. Im Dezember 1968 löste er Karl Mewis als Botschafter in Warschau ab. Am 11. Januar 1973 wurden in Warschau Noten ausgetauscht, die die diplomatischen Beziehungen zwischen dem faschistischen Spanien und der Deutschen Demokratischen Republik  auf das Niveau von Botschaften erhoben. Der Notenaustausch fand zwischen dem DDR-Botschafter in der Volksrepublik Polen, Rudolf Rossmeisl, und dem Leiter der spanischen Konsular- und Handelsmission in der Volksrepublik Polen, Emilio Beladiez, statt. Rossmeisl blieb bis Juli 1973 Botschafter in Polen. Anschließend fungierte er bis 1979 als Leiter der Abteilung Benachbarte Länder im MfAA (Nachfolger von Franz Everhartz). Von Juni 1979 bis Juni 1983 übte er die Funktion des DDR-Botschafters in Ungarn aus. Nach seiner Rückkehr war er erneut bis zum Eintritt in die Rente 1984 Leiter der Abteilung Benachbarte Länder im MfAA.
Rossmeisl starb im Alter von 62 Jahren und wurde  auf dem Zentralfriedhof Friedrichsfelde bestattet.

## Auszeichnungen
- 1969 Vaterländischer Verdienstorden in Silber und 1983 in Gold
- 1973 Orden Banner der Arbeit
- 1977 Orden Stern der Völkerfreundschaft in Silber